# Ситроен саксо
Ситроен саксо (фр. Citroën Saxo) је аутомобил који је производила француска фабрика аутомобила Ситроен. Производио се од 1995. до 2003. године.

## Историјат
Представљен је 1995. године, а почео се продавати почетком 1996. године, и један је од најмањих Ситроенових аутомобила. Дели платформу и моторе са Пежоом 106, који се незнатно разликују по ентеријеру и дизајну. Долази као замена за Ситроенов модел AX.
Ситроен саксо је мали градски аутомобил, који се лако паркира на малом простору. Добре перформансе, поузданост, одлично руковање, елегантан, савремен дизајн и мали потрошач учиниле су саксо популараним.
Постоје две врсте каросерије, хечбек са троја и са петора врата, у које се уграђује пет бензинских (1.0 i, 1.1 i, 1.4 i, 1.6 i и 1.6 i 16V) и један дизел мотор (1.5 D). Пакети опреме су се нудили у пет нивоа, а то су саксо (без ознаке), X, SX, VTS и Exclusive. 1997. године аутомобил је благо редизајниран, маска добија другачији изглед, унапређена су задња светла ради боље видљивости, као и побољшано хлађење мотора. Исте године почиње се производити ограничена серија електричних аутомобила под називом Saxo Electrique. Почетком 2000. године ради се потпун редизајн, обично означен као друга генерација. Промењена је предња маска, фарови, браници. Повећана је безбедност подешавањем зоне деформације и додати су ваздушни јастуци.
Саксо је на европским тестовима судара 2000. године, освојио само две звездице, због великих деформација и продора елемената возила у путнички простор. Добра страна је то што је заштита деце у возилу на истом тесту оцењена као врло добра. Заштита пешака је такође на задовољавајућем нивоу.
У Јапану се продаје под именом Ситроен шансон (фр. Citroën Chanson), разлог зашто се тако зове јесте што је Хонда регистровала назив саксо за свој модел на тржишту Јапана. Укупно је произведено 1.653.514 аутомобила. Производња је завршена 2003. године, када је замењен са Ситроеном Ц2.

## Мотори
| Модел     | Запремина | Цилиндри | Снага           | Година    | Напомена                  |
| Бензин    | Бензин    | Бензин   | Бензин          | Бензин    | Бензин                    |
| --------- | --------- | -------- | --------------- | --------- | ------------------------- |
| 1.0 i     | 954 cm³   | 4        | 33 kW / 45 КС   | 1996–1999 |                           |
| 1.0 i     | 954 cm³   | 4        | 37 kW / 50 КС   | 1999–2001 |                           |
| 1.1 i     | 1124 cm³  | 4        | 40 kW / 54 КС   | 1996–1998 |                           |
| 1.1 i     | 1124 cm³  | 4        | 44 kW / 60 КС   | 1998–2003 |                           |
| 1.4 i     | 1360 cm³  | 4        | 55 kW / 75 КС   | 1996–2003 | аутоматик VTS             |
| 1.6 i     | 1587 cm³  | 4        | 65 kW / 88 КС   | 1996–1998 | VTR, аутоматик            |
| 1.6 i     | 1587 cm³  | 4        | 72 kW / 98 КС   | 2001–2003 | само VTS са троје врата   |
| 1.6 i 16V | 1587 cm³  | 4        | 87 kW / 118 КС  | 1996–2003 | само VTS са троје врата   |
| 1.6 i 16V | 1587 cm³  | 4        | 103 kW / 140 КС | 1996–2003 | само као Saxo CUP Version |
| Дизел     |           |          |                 |           |                           |
| 1.5 D     | 1527 cm³  | 4        | 40 kW / 54 КС   | 1996–2001 |                           |
| 1.5 D     | 1527 cm³  | 4        | 42 kW / 57 КС   | 2001–2003 |                           |

## Галерија
- Саксо I 1996 – 1999
3 врата
- Саксо I 1996 – 1999
3 врата
- Саксо I 1996 – 1999
5 врата
- Саксо I 1996 – 1999
5 врата
- Саксо II 2000 – 2003
3 врата